# Miroslav Dochinets
Miroslav Ivánovich Dochinets (en ucraniano: Мирослав Іванович Дочинець; Just, 3 de septiembre de 1959) es un periodista y escritor ucraniano.

## Trayectoria
Dochinets nació en Just, en el óblast de Zakarpatia, Ucrania, en el seno de una familia de educadores. En 1977, se inscribió en la Facultad de Periodismo de la Universidad de Leópolis. A partir de 1982, inició su carrera como periodista en el diario "Juventud de Transcarpatia". En 1990, fue el fundador del periódico "News of Mukachevo" y en 1998 estableció la editorial "Carpathian Tower".
Desde la década de 1980, Dochinets ha estado activo en el ámbito de la literatura. Ha escrito alrededor de veinte libros, incluyendo novelas, cuentos, así como su influyente obra filosófica y psicológica "Muchos años. Años felices", la cual ha alcanzado gran éxito de ventas en diversos países eslavos.
Las obras de Dochinets han sido traducidas a múltiples idiomas, entre ellos el ruso, húngaro, eslovaco, rumano, polaco, francés, inglés, japonés e italiano.
En el año 2003, Dochinets se unió como miembro de la Unión de Escritores de Ucrania y de la Asociación de Escritores Ucranianos.

## Premios
- 1998 – "Periodista del año en Zakarpatia"
- 2004 – Premio literario internacional "Corona de los Cárpatos"[4]
- 2012 – Premio Escritor de Oro de Ucrania, por la mayor circulación de un libro[5]
- Fue nominado durante tres años consecutivos al Premio Literario Nacional Taras Shevchenko [6]